# Wilson Chandler
Wilson Jamall Chandler (Benton Harbor, 10 maggio 1987) è un ex cestista statunitense.

## Biografia
Ha studiato alla Benton Harbor High School. È vegano dall'età di ventinove anni e sostenitore del veganesimo.

## Carriera
Ha giocato per due anni a livello collegiale alla DePaul University, per poi dichiararsi eleggibile per il draft NBA 2007. È alto 2,03 m, pesa circa 100 chili e gioca in entrambe le posizioni di ala o come guardia; è un giocatore di grande atletismo, con una buona elevazione, qualità che lo rendono molto pericoloso nelle azioni in avvicinamento a canestro.

### High school
Ha frequentato la Benton Harbor High School. Da junior (22,4 punti e 12 rimbalzi le sue medie quell'anno) e da sophomore venne incluso nel migliore quintetto dello Stato. Da senior, le sue medie furono di 24 punti e 12 rimbalzi, con 5 assist e 4 stoppate a partita.

### College
Durante la sua prima stagione a DePaul, le sue medie furono di 10,6 punti e 7,2 rimbalzi a partita. Ricevette due volte il premio come Big East Rookie of the Week.
Nella sua stagione da sophomore, le sue medie furono di 14,7 punti, 6,9 rimbalzi e 1,4 stoppate a gara.

### Carriera professionistica
Si rese eleggibile per il draft nell'aprile 2007; venne scelto con la 23ª scelta assoluta dai New York Knicks. Ha giocato stabilmente nel quintetto titolare dei Knicks di Mike D'Antoni. Dal 21 febbraio 2011 è passato ai Denver Nuggets.

## Statistiche

### College
| Anno      | Squadra          | PG | PT | MP   | TC%  | 3P%  | TL%  | RP  | AP  | PRP | SP  | PP   |
| --------- | ---------------- | -- | -- | ---- | ---- | ---- | ---- | --- | --- | --- | --- | ---- |
| 2005-2006 | DePaul B. Demons | 25 | 20 | 30,2 | 43,6 | 21,1 | 66,7 | 7,2 | 1,0 | 0,8 | 1,6 | 10,6 |
| 2006-2007 | DePaul B. Demons | 34 | 32 | 31,7 | 45,0 | 33,3 | 65,4 | 6,9 | 1,4 | 0,6 | 1,4 | 14,6 |
| Carriera  | Carriera         | 59 | 52 | 31,1 | 44,5 | 30,3 | 65,9 | 7,1 | 1,2 | 0,7 | 1,5 | 12,9 |

### NBA

#### Regular Season
| Anno      | Squadra            | PG  | PT  | MP   | TC%  | 3P%  | TL%  | RP  | AP  | PRP | SP  | PP   |
| --------- | ------------------ | --- | --- | ---- | ---- | ---- | ---- | --- | --- | --- | --- | ---- |
| 2007-2008 | N.Y. Knicks        | 35  | 16  | 19,6 | 43,8 | 30,0 | 63,0 | 3,6 | 0,9 | 0,4 | 0,5 | 7,3  |
| 2008-2009 | N.Y. Knicks        | 82  | 70  | 33,4 | 43,2 | 32,8 | 79,5 | 5,4 | 2,1 | 0,9 | 0,9 | 14,4 |
| 2009-2010 | N.Y. Knicks        | 65  | 64  | 35,7 | 47,9 | 26,7 | 80,6 | 5,4 | 2,1 | 0,7 | 0,8 | 15,3 |
| 2010-2011 | N.Y. Knicks        | 51  | 30  | 34,5 | 46,1 | 35,1 | 80,7 | 5,9 | 1,7 | 0,7 | 1,4 | 16,4 |
| 2010-2011 | Denver Nuggets     | 21  | 19  | 30,6 | 41,9 | 34,7 | 81,0 | 5,0 | 1,6 | 0,7 | 1,1 | 12,5 |
| 2011-2012 | Denver Nuggets     | 8   | 6   | 26,9 | 39,2 | 25,0 | 83,3 | 5,1 | 2,1 | 0,8 | 0,8 | 9,4  |
| 2012-2013 | Denver Nuggets     | 43  | 8   | 25,1 | 46,2 | 41,3 | 79,3 | 5,1 | 1,3 | 1,0 | 0,3 | 13,0 |
| 2013-2014 | Denver Nuggets     | 62  | 55  | 31,1 | 41,6 | 34,8 | 72,4 | 4,7 | 1,8 | 0,7 | 0,5 | 13,6 |
| 2014-2015 | Denver Nuggets     | 78  | 75  | 31,7 | 42,9 | 34,2 | 77,5 | 6,1 | 1,7 | 0,7 | 0,4 | 13,9 |
| 2016-2017 | Denver Nuggets     | 71  | 33  | 30,9 | 46,1 | 33,7 | 72,7 | 6,5 | 2,0 | 0,7 | 0,4 | 15,7 |
| 2017-2018 | Denver Nuggets     | 74  | 71  | 31,7 | 44,5 | 35,8 | 77,2 | 5,4 | 2,1 | 0,6 | 0,5 | 10,0 |
| 2018-2019 | Philadelphia 76ers | 36  | 32  | 26,4 | 44,0 | 39,0 | 72,2 | 4,7 | 2,0 | 0,6 | 0,5 | 6,7  |
| 2018-2019 | L.A. Clippers      | 15  | 1   | 15,1 | 34,8 | 32,5 | 71,4 | 3,1 | 0,7 | 0,2 | 0,2 | 4,3  |
| 2019-2020 | Brooklyn Nets      | 35  | 3   | 21,0 | 40,4 | 30,6 | 87,0 | 4,1 | 1,1 | 0,5 | 0,3 | 5,9  |
| Carriera  | Carriera           | 676 | 483 | 30,0 | 44,3 | 34,1 | 77,0 | 5,3 | 1,8 | 0,7 | 0,6 | 12,5 |

#### Playoffs
| Anno     | Squadra        | PG | PT | MP   | TC%  | 3P%  | TL%  | RP  | AP  | PRP | SP  | PP   |
| -------- | -------------- | -- | -- | ---- | ---- | ---- | ---- | --- | --- | --- | --- | ---- |
| 2011     | Denver Nuggets | 5  | 2  | 23,0 | 27,6 | 14,3 | 77,8 | 4,4 | 0,4 | 0,6 | 0,8 | 4,8  |
| 2013     | Denver Nuggets | 6  | 6  | 34,2 | 35,5 | 31,0 | 75,0 | 5,5 | 1,3 | 1,3 | 0,5 | 12,0 |
| 2019     | L.A. Clippers  | 4  | 0  | 13,0 | 31,3 | 10,0 | 100  | 1,5 | 0,5 | 0,5 | 0,0 | 3,8  |
| Carriera | Carriera       | 15 | 8  | 24,8 | 33,1 | 23,9 | 80,0 | 4,1 | 0,8 | 0,9 | 0,5 | 7,4  |